# Ricardo Espala
Ricardo Espala, vollständiger Name Ricardo César Espala Sarucu, (* 14. März 1958 in Montevideo; † 12. Januar 1999 in Mendoza) war ein uruguayischer Fußballspieler.

## Karriere
Offensivakteur Espala debütierte im Alter von 17 Jahren beim Club Atlético Cerro in der Primera División. 1979 wechselte er von Cerro zum Colón FC in die Primera B. 1980 schloss er sich dem argentinischen Verein Club Atlético Atlanta an, bei dem er am 1. März 1980 gegen Deportivo Armenio debütierte und für den er bis 1984 spielte. Bis 1983 trat sein Klub in der Primera B an. In jenem Jahr wurde Espala mit dem Team Meister und stieg auf. Bis dahin hatte er in dem genannten Zeitraum 104 Zweitligaspiele absolviert, in denen er 41 Treffer erzielte. Nach dem Aufstieg folgten weitere elf Ligaeinsätze (kein Tor) in der Primera División Metropolitano. Überdies lief er für Atlanta am 12. Juli 1981 bei der 3:4-Niederlage in Montevideo gegen die uruguayische Nationalmannschaft für die von Luis Artime trainierte argentinische Elf auf und erzielte den zwischenzeitlichen 1:1-Ausgleich. Sodann folgten Karrierestationen in Ecuador. 1985 war er bei LDU Quito, von 1986 bis 1987 bei Macaráaktiv. Von 1987 bis 1988 bestritt er zehn Partien für San Miguel in Argentinien, bei denen er ein Tor schoss. Ab Mitte 1988 stand er bei Deportivo Aucas unter Vertrag. 1990 kehrte er nach Montevideo zurück. 1999 verstarb er nach jahrelanger Leukämie-Erkrankung in seiner Wahlheimat Mendoza.

## Erfolge
- Meister der Primera B: 1983